# The Tolkien Society
La The Tolkien Society (Societat Tolkien en català) és una associació educativa i societat literària dedicada a l'estudi i promoció de la vida i les obres de l'autor i acadèmic britànic J. R. R. Tolkien.:287

## Activitats

### Esdeveniments
La Tolkien Society, actualment, organitza cinc esdeveniments anuals:
- El Birthday Toast (brindis d'aniversari) se celebra el dia del seu naixement, el 3 de gener. La societat demana als seguidors de tot el món que facin un brindis per "The Professor" (El professor) a les 21:00 hora local. Alguns grups locals (coneguts com a "smials") celebren els seus propis esdeveniments del "Birthday Toast".[2] En els darrers anys han guanyat protagonisme les xarxes socials, amb els seguidors compartint fotografies d'ells mateixos brindant per Tolkien en plataformes com Facebook o Twitter.[3]
- El Tolkien Reading Day (Dia de la lectura de Tolkien) se celebra el dia de l'aniversari de la caiguda de Sàuron, el 25 de març. L'objectiu és promoure la lectura d'algun text de Tolkien sobre un tema particular escollit anualment pel comitè de la Tolkien Society.[4] Aquesta idea va ser proposada originàriament a la societat per Sean Kirst, periodista del The Post-Standard, el 2002, celebrant-se el primer Tolkien Reading Day el 25 de març de 2003.[5]
- L'AGM and Springmoot se celebra durant una setmana a l'abril. Tot i que la Reunió General Anual és el principal aspecte d'aquest esdeveniment, aquesta setmana també inclou un sopar anual i una xerrada realitzada per un convidat. L'AGM and Springmoot canvia la seva localització cada any, essent una oportunitat pels membres de passar la resta de la setmana visitant la ciutat.[6]
- El The Tolkien Society Seminar (Seminari de la Tolkien Society) és un esdeveniment que se celebra durant un dia a l'estiu, consistent en un seguit de conferències sobre un tema concret.[7]
- L'Oxonmoot se celebra durant la setmana més propera als aniversaris de Bilbo i Frodo, el 22 de setembre.[8] Consisteix en una conferència celebrada a Oxford des del 1991.[9] Amb uns 200 assistents, se celebren conferències acadèmiques, concursos, disfresses i un servei religiós a la tomba de Tolkien, al cementiri de Wolvercote.[7][10]

### Grups locals
Els grups locals afiliats a la Tolkien Society es coneixen com a "smials", el nom utilitzat pels caus de hòbbit a The Lord of the Rings. Un smial de la Universitat de Cambridge, conegut com el "Cambridge Tolkien Society" i "Minas Tirith", ha publicar la revista digital Anor des de la dècada de 1980.:1137

### Premis
Els premis de la Tolkien Society es van establir el 2014 per "reconèixer l'excel·lència en els camps de la investigació i l'afició sobre Tolkien". Els premis se celebren anualment i s'anuncien durant el sopar anual del cap de setmana de l'AGM and Springmoot. Alguns dels guanyadors han estat Christopher Tolkien, Tom Shippey, John Garth o Jenny Dolfen.